# Аеродром Доха
Међународни аеродром Доха (: , : ) (арап. مطار الدوحة الدولى) је некадашњи главни аеродром Катара. Растом главног града Дохе, аеродром се нашао усред изграђене зоне. Уместо њега, 2014. године изграђен је нови аеродром Доха-Хамад, који је преузео улогу међународног грађанског аеродрома. Стари аеродром се и даље користи као војни.